# Сборная Черногории по футболу
Сбо́рная Черного́рии по футбо́лу (черног. Фудбалска репрезентација Црне Горе) — национальная сборная, представляющая Черногорию в международных матчах по футболу. Управляющая организация — Футбольный союз Черногории. Черногория вступила в УЕФА 26 января 2007 года, а 31 мая того же года вступила и в ФИФА. Первым международным соревнованием, в котором участвовала сборная, стал отборочный турнир к чемпионату мира 2010 года и заняла 5-е место в группе.
По состоянию на 16 сентября 2021 года сборная в рейтинге ФИФА занимает 71-е место, а в рейтинге УЕФА на 11 октября 2017 года — 33-е.

## Формирование
Один из немногих неофициальных матчей, проведённых до становления независимой Черногории, состоялся 30 января 1970 года в Титограде между сборными Социалистической Республики Черногория и СССР и завершился вничью 1:1 (на гол Гиви Нодия хозяева ответили точным ударом Йосипа Тибласа).
После провозглашения независимости Черногории от Сербии и Черногории появилась необходимость в создании собственной сборной. Футбольный союз Черногории был сформирован в сентябре 2006 года. Так как квалификация к Евро 2008 уже началась, то сборная Черногории не смогла принять в ней участие.
В октябре 2006 года Черногория получила предварительное членство в УЕФА, после некоторых дискуссий это членство было преобразовано в полноправное в январе 2007 года. На тот момент Черногория занимала 199-е, последнее, место в рейтинге ФИФА. Это объяснялось тем, что она имела оценку 0 на момент составления рейтинга, поскольку не сыграла к тому времени ни одного матча.

## Первые матчи
26 января 2007 года Футбольная ассоциация Черногории стала полноправным членом УЕФА и 24 марта 2007 года сыграла свой первый товарищеский матч против сборной Венгрии. Товарищеский матч, проходивший на стадионе Под Горицом в Подгорице завершился победой Черногории со счётом 2:1. Первый гол за сборную забил нападающий итальянской «Ромы» Мирко Вучинич. 31 мая 2007 года Черногория стала 208-м членом ФИФА.
Первым главным тренером новой сборной стал Зоран Филипович. Всего под его руководством черногорцы провели 23 матча: одержали 8 побед, 8 раз сыграли вничью и 7 раз терпели поражения. Зоран Филипович покинул сборную в январе 2010 года, когда его контракт истёк, а Черногория занимала 73-ю позицию в рейтинге ФИФА.
В 2007 году Черногория приняла участие в Kirin Cup, но завершила его на последнем месте, проиграв сборным Японии и Колумбии.
26 марта 2008 года Черногория достигла победы со счетом 3:1 в товарищеском матче с Норвегией.

## Первые официальные матчи
Первый официальный матч черногорцы провели 6 сентября 2008 года против Болгарии в квалификации к ЧМ-2010. Как и ожидалось, Болгария быстро получила преимущество — мяч в ворота черногорцев на 11-й минуте забил Стилян Петров. Мирко Вучинич забил на 61-й минуте и сделал счёт 1:1. Затем Стеван Йоветич реализовал на 82-й минуте и вывел хозяев вперёд. Когда черногорские болельщики уже собирались праздновать первую официальную победу своей сборной, Благой Георгиев на последней минуте восстановил равновесие в счёте — 2:2.

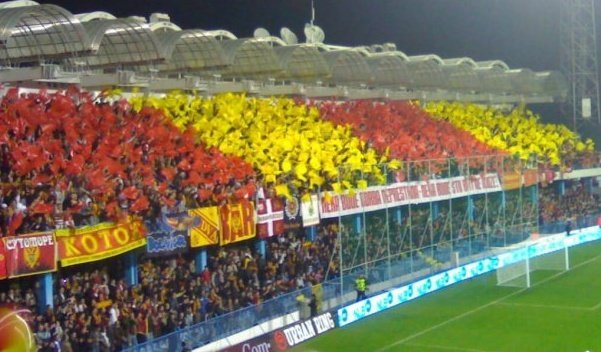
Черногорские болельщики.

Первое разочарование пришло в проигранном матче с Италией — 1:2. Альберто Аквилани забил в самом начале встречи, Вучинич восстановил паритет 11 минут спустя, однако ещё через 10 минут Аквилани отличился вновь и принёс своей команде победу. Второй матч с итальянцами завершился более убедительной победой чемпионов мира — 2:0. За этой встречей последовали неудачные по счёту матчи против Грузии (0:0) и Кипра (2:2). 5 сентября 2009 года в гостевом матче против Болгарии Стеван Йоветич открыл счёт, однако далее болгары забили 4 гола и выиграли 4:1. Черногория, к тому времени лишившаяся шансов попасть на ЧМ-2010, в следующем матче сыграла вничью с Кипром — 1:1. Первую победу удалось, наконец, одержать в матче с Грузией, выигранном со счетом 2:1. В своём следующем матче 10 сентября 2008 года черногорцы вновь заработали очки, сыграв вничью 0:0 с ирландцами. В итоге квалификацию они закончили на 5-м месте в группе с 9 очками, уступив киприотам 4 место по разнице мячей. Хотя черногорцы не смогли квалифицироваться на чемпионат мира, в своих первых международных матчах они выступили лучше, чем ожидалось. В следующем месяце они достигли одной из своих высших позиций в рейтинге ФИФА — 73-е место.

## Последующие отборочные циклы

### Евро-2012
В ходе квалификации на Евро-2012 Черногория добилась ещё ряда значимых побед. Команда победила Уэльс в Подгорице при поддержке 9 000 болельщиков (1:0) благодаря голу Вучинича. Через несколько дней команда весьма неожиданно победила Болгарию в Софии — 1:0. В следующем месяце Черногория одолела Швейцарию (1:0), а затем сыграла со счетом 0:0 в Лондоне против Англии. 4 июня 2011 года Черногория играла дома против Болгарии. Хозяева первыми вышли вперёд, но болгары смогли отыграться — 1:1. Радомир Джалович забил за Черногорию в начале второго тайма, но Ивелин Попов забил минуту спустя. В результате ничьей Черногория сравнялась по очкам с Англией, но за счёт лучшей разницы мячей англичане оставались впереди.
После этого Черногория встречалась с Уэльсом в Кардиффе и уступила 2:1, значительно ухудшив свои шансы попасть в плей-офф. В том матче отличились Стив Морисон и Аарон Рэмси (за хозяев) и Стеван Йоветич (за гостей). После этого матча Черногория ещё оставалась второй в группе G, но Швейцария сократила разрыв до трёх очков.
7 октября Черногория сыграла свой седьмой матч в квалификации к Евро-2012 против Англии в Подгорице. Этот дождливый октябрьский вечер надолго запомнился местным болельщикам. Англия хорошо начала матч и повела в счёте 2:0 к 31-й минуте благодаря голам Эшли Янга и Даррена Бента. Эльсад Зверотич на 45-й минуте сократил отставание до 2:1. Во втором тайме Черногория сыграла гораздо ярче гостей, создав немало голевых моментов. Этому во многом способствовало удаление Уэйна Руни на 73-й минуте за фол против Миодрага Джудовича. Черногория сравняла счёт в компенсированное время, когда навес Стефана Савича замкнул на дальней штанге Андрия Делибашич. Черногорцы с восторгом встретили сообщение о том, что Уэльс обыграл Швейцарию 2:0, и, таким образом, одного очка им хватило, чтобы гарантировать себе второе место в группе и место в плей-офф. Это стало историческим достижением для сборной молодого государства. В своём последнем матче Черногория проиграла со счётом 2:0 Швейцарии, но этот матч уже не имел никакого значения для исхода борьбы в группе.
13 октября в Кракове прошла жеребьёвка плей-офф Евро-2012. В результате жеребьёвки Черногория должна была сыграть с Чехией. В итоге черногорцы уступили в обоих матчах — 2:0 на выезде и 1:0 дома — и не прошли квалификацию.

### ЧМ-2014
Черногория в квалификации к ЧМ-2014 попала в одну группу с Англией, Польшей, Украиной, Молдавией и Сан-Марино.
В своём первом матче Черногория встречалась с Польшей в Подгорице. Поляк Якуб Блащиковский реализовал пенальти уже на 5-й минуте. Черногория смогла отыграться и выйти вперед благодаря голам Николы Дринчича на 26-й минуте с передачи Вучинича и самого Вучинича. Во второй половине поляки отыгрались, гол забил Адриан Межеевский. Ничейный счёт не изменился до конца игры.
11 сентября Черногория играла против Сан-Марино в Серравалле. Гости выиграли легко — 6:0, — и добились самой крупной победы в своей недолгой истории. Черногория обыграла Украину со счетом 1:0 в Киеве. Единственный гол забил Деян Дамьянович. В своём последнем матче в 2012 году Черногория столкнулась с Сан-Марино и выиграла — 3:0.
Пятую отборочную игру черногорцы сыграли против Молдавии в Кишинёве 22 марта 2013 года. Черногория выиграла тот матч со счётом 1:0, единственный гол забил Вучинич. После этого черногорцы смогли дома вырвать ничью у англичан — 1:1. За Англию на 6-й минуте с углового забил Уэйн Руни, а в конце матча счёт сравнял Деян Дамьянович, также после подачи углового. Далее Черногория встретилась с Украиной 7 июня 2013 года и потерпела первое поражение в отборочном цикле, причём разгромное — 0:4.
Это поражение выбило черногорцев из колеи. В следующих трёх матчах они набрали лишь одно очко — последовали ничья 1:1 с Польшей и поражения 1:4 от Англии и 2:5 от Молдавии. В итоге черногорцы заняли третье место в группе с 15 очками и не попали в плей-офф.

### Евро-2016
23 февраля 2014 года в Ницце прошла жеребьёвка к Евро-2016, по результатам которой Черногория попала в группу G с Россией, Швецией, Австрией, Молдавией и Лихтенштейном. Этот отборочный турнир для черногорцев можно считать очень неудачным, поскольку команда заняла 4-е место, и разрыв от Швеции составил 7 очков. В первом круге Черногория набрала лишь 5 очков, а во втором — на одно очко больше, обыграв Лихтенштейн (2:0) и Молдавию (2:0), проиграла в гостях Швеции (1:3), дома Австрии (2:3) и в гостях России (0:2). Квалификация осложнилась тем, что сборная была наказана техническом поражением от России 0:3 дома из-за вспыхнувших беспорядков на трибунах.

### ЧМ-2018
По результатам жеребьёвки отборочного турнира чемпионата мира 2018 года сборная Черногории попала в группу с Румынией, Данией, Польшей, Арменией и Казахстаном.
Черногорцы по ходу турнира шли на втором месте в группе и могли претендовать на выход в стыки, но из-за поражений в последних матчах от Дании 0:1 и Польши 2:4 заняли третье место в группе, набрав 16 очков.

### Евро-2020

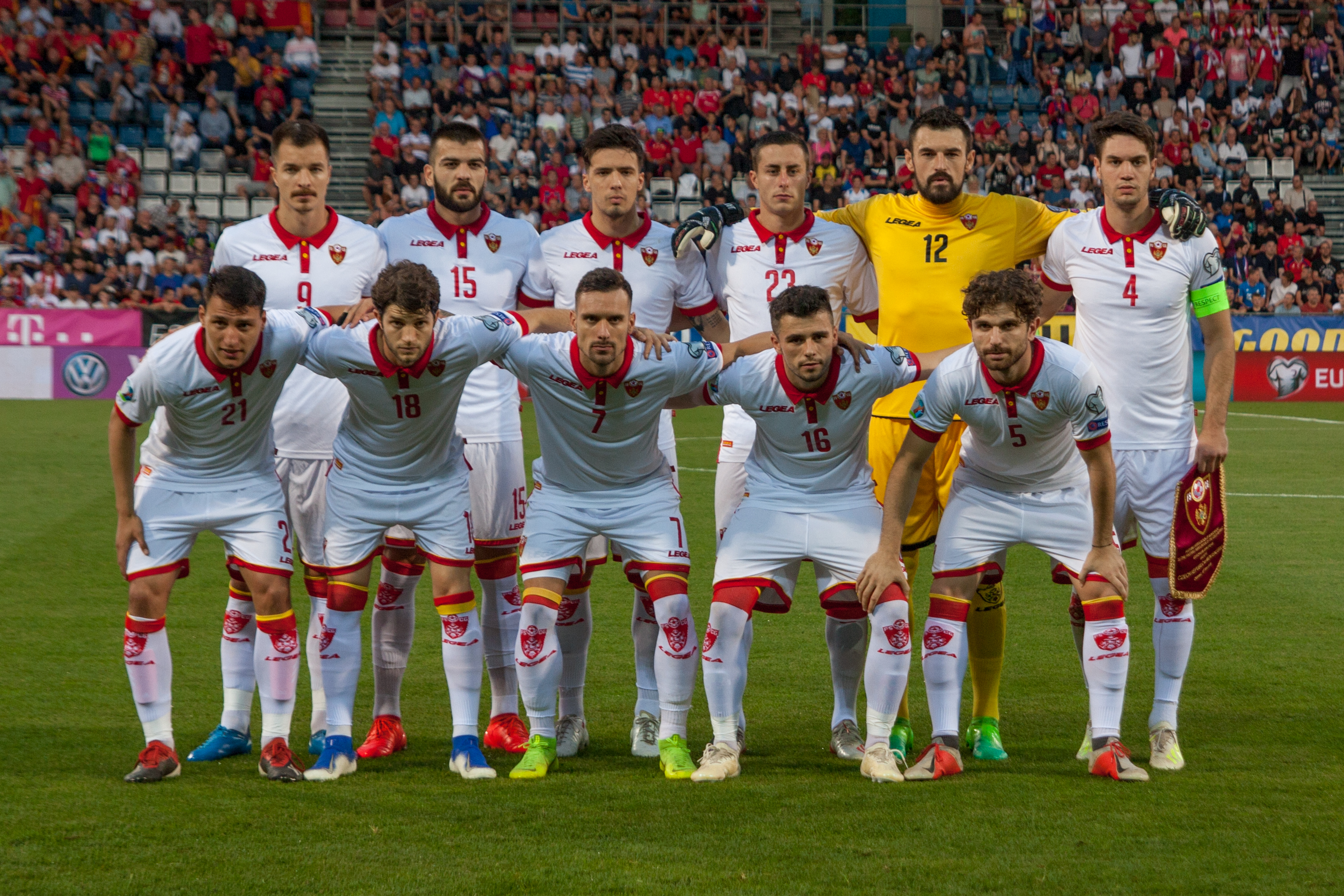
Состав игроков сборной Черногории по футболу на отборочном раунде ЕВРО-2020

Тренер сборной Черногории Любиша Тумбакович отказался выйти на отборочный матч с командой Косово, из-за чего был уволен. После этого сборная, демонстрировавшая до этого добротную игру, и как минимум бывшая «крепким орешком» для любой другой команды, провалила отборочный цикл, не забив в пяти оставшихся играх ни одного мяча, и в итоге заняв последнее место в группе (худший результат за всю историю отборочных циклов).

## Текущий состав
Следующие игроки были вызваны в состав сборной главным тренером Миодрагом Радуловичем для участия в матчах отборочного турнира чемпионата Европы 2024 против сборной Болгарии (24 марта 2023) и сборной Сербии (27 марта 2023).
Игры и голы приведены по состоянию на 29 марта 2023 года:
|  | Вр  | Милан Миятович     | 26 июля 1987 (38 лет)     | 30 | 0  | Аль-Адалах            |  |  |
|  | Вр  | Лазар Царевич      | 16 марта 1999 (26 лет)    | 2  | 0  | Воеводина             |  |  |
|  | Вр  | Милош Драгоевич    | 3 февраля 1989 (36 лет)   | 2  | 0  | Будучност (Подгорица) |  |  |
|  |     |                    |                           |    |    |                       |  |  |
|  | Защ | Стефан Савич       | 8 января 1991 (34 года)   | 66 | 7  | Атлетико Мадрид       |  |  |
|  | Защ | Жарко Томашевич    | 22 февраля 1990 (35 лет)  | 59 | 5  |                       |  |  |
|  | Защ | Адам Марушич       | 17 октября 1992 (32 года) | 54 | 3  | Лацио                 |  |  |
|  | Защ | Марко Вешович      | 28 августа 1991 (33 года) | 47 | 2  | Карабах (Агдам)       |  |  |
|  | Защ | Ристо Радунович    | 4 мая 1992 (33 года)      | 28 | 1  | Стяуа                 |  |  |
|  | Защ | Игор Вуячич        | 8 августа 1994 (30 лет)   | 27 | 0  | Рубин                 |  |  |
|  | Защ | Никола Шипчич      | 17 мая 1995 (30 лет)      | 6  | 0  | Тенерифе              |  |  |
|  | Защ | Андрия Вукчевич    | 11 октября 1996 (28 лет)  | 3  | 0  | Риека                 |  |  |
|  |     |                    |                           |    |    |                       |  |  |
|  | ПЗ  | Владимир Йовович   | 26 октября 1994 (30 лет)  | 51 | 0  | Яблонец               |  |  |
|  | ПЗ  | Александар Шчекич  | 12 декабря 1991 (33 года) | 38 | 0  | Хапоэль (Хайфа)       |  |  |
|  | ПЗ  | Сеад Хакшабанович  | 4 мая 1999 (26 лет)       | 32 | 1  | Селтик                |  |  |
|  | ПЗ  | Александар Болевич | 12 декабря 1995 (29 лет)  | 26 | 2  | Хапоэль Тель-Авив     |  |  |
|  | ПЗ  | Марко Бакич        | 1 ноября 1993 (31 год)    | 22 | 0  | ОФИ                   |  |  |
|  | ПЗ  | Милутин Осмаич     | 25 июля 1999 (26 лет)     | 16 | 1  | Визела                |  |  |
|  | ПЗ  | Вукан Савичевич    | 29 января 1994 (31 год)   | 16 | 0  | Гиресунспор           |  |  |
|  | ПЗ  | Милош Раичкович    | 2 октября 1993 (31 год)   | 14 | 0  | Будучност (Подгорица) |  |  |
|  | ПЗ  | Стефан Лончар      | 19 февраля 1996 (29 лет)  | 6  | 0  | Акрон                 |  |  |
|  | ПЗ  | Дритон Камай       | 7 марта 1997 (28 лет)     | 5  | 0  | Кишварда              |  |  |
|  | ПЗ  | Новица Эракович    | 12 ноября 1999 (25 лет)   | 4  | 0  | Сутьеска              |  |  |
|  | ПЗ  | Владан Бубанья     | 21 февраля 1999 (26 лет)  | 0  | 0  | Локомотива            |  |  |
|  |     |                    |                           |    |    |                       |  |  |
|  | Нап | Стеван Йоветич     | 2 ноября 1989 (35 лет)    | 67 | 31 | Герта (Берлин)        |  |  |
|  | Нап | Стефан Мугоша      | 26 февраля 1992 (33 года) | 48 | 15 | Виссел Кобе           |  |  |
|  | Нап | Никола Крстович    | 5 апреля 2000 (25 лет)    | 7  | 1  | ДАК 1904              |  |  |

## Текущий тренерский состав
- Главный тренер: Фарук Хаджибегич
- Помощники тренера: Небойша Янжич, Миодраг Джудович
- Тренер вратарей: Драгое Лекович

## Лидеры по количеству матчей и голов
| Позиция | Игрок           | Матчи | Голы | Период     |
| ------- | --------------- | ----- | ---- | ---------- |
| 1       | Фатос Бечирай   | 86    | 16   | 2009—2022  |
| 2       | Стеван Йоветич  | 78    | 36   | 2007—н. в. |
| 3       | Стефан Савич    | 74    | 9    | 2010—н. в. |
| 4       | Эльсад Зверотич | 61    | 5    | 2008—2017  |
| 5       | Жарко Томашевич | 66    | 5    | 2010—2023  |
| 6       | Адам Марушич    | 59    | 4    | 2015—н. в. |
| 7—8     | Стефан Мугоша   | 56    | 15   | 2015—н. в. |
| 7—8     | Марко Вешович   | 54    | 2    | 2013—н. в. |
| 9       | Никола Вукчевич | 52    | 1    | 2014—2022  |
| 10      | Марко Симич     | 50    | 2    | 2013—2021  |

| Позиция | Игрок            | Голы | Матчи | Период     |
| ------- | ---------------- | ---- | ----- | ---------- |
| 1       | Стеван Йоветич   | 36   | 78    | 2007—н. в. |
| 2       | Мирко Вучинич    | 17   | 46    | 2007—2017  |
| 3       | Фатос Бечирай    | 16   | 87    | 2009—2022  |
| 4       | Стефан Мугоша    | 15   | 56    | 2015—н. в. |
| 5—6     | Стефан Савич     | 9    | 74    | 2010—н. в. |
| 5—6     | Деян Дамьянович  | 9    | 31    | 2008—2015  |
| 7       | Радомир Джалович | 7    | 26    | 2007—2012  |
| 8       | Андрия Делибашич | 6    | 21    | 2009—2013  |
| 9—10    | Жарко Томашевич  | 5    | 66    | 2010—2023  |
| 9—10    | Эльсад Зверотич  | 5    | 61    | 2008—2017  |

### Капитаны сборной
| # | Игрок                            | Карьера    | Капитан (Всего матчей) |
| - | -------------------------------- | ---------- | ---------------------- |
| 1 | Мирко Вучинич                    | 2007—2017  | 38 (46)                |
| 2 | Стеван Йоветич (текущий капитан) | 2007—н. в. | 32 (78)                |

## Тренеры сборной
| Тренер                 | Карьера    | Матчи | Победы | Ничьи | Поражения | ГЗ | ГП | % побед |
| ---------------------- | ---------- | ----- | ------ | ----- | --------- | -- | -- | ------- |
| Зоран Филипович        | 2007—2010  | 23    | 8      | 8     | 7         | 28 | 31 | 34,78 % |
| Златко Кранчар         | 2010—2011  | 13    | 6      | 2     | 5         | 14 | 11 | 46,15 % |
| Бранко Брнович         | 2011—2015  | 34    | 11     | 9     | 14        | 44 | 50 | 32,35 % |
| Любиша Тумбакович      | 2016—2019  | 26    | 7      | 7     | 12        | 33 | 33 | 26,92 % |
| Миодраг Джудович (и.о) | 2019       | 2     | 0      | 1     | 1         | 1  | 4  | 00,00 % |
| Фарук Хаджибегич       | 2019—2020  | 14    | 6      | 4     | 4         | 15 | 16 | 42,85 % |
| Миодраг Радулович      | 2020—2023  | 32    | 10     | 8     | 14        | 37 | 45 | 31,25 % |
| Роберт Просинечки      | 2024—н. в. | 0     | 0      | 0     | 0         | 0  | 0  | 0,0 %   |

## Статистика матчей
| Матчи | Победы | Ничьи | Поражения | ГЗ  | ГП  |
| ----- | ------ | ----- | --------- | --- | --- |
| 117   | 40     | 32    | 45        | 142 | 151 |

## История выступлений

### Чемпионат мира
- с 1930 по 1938 — как часть КСХС
- с 1950 по 1990 — как часть СФРЮ
- с 1994 по 2002 — как часть СРЮ
- 2006 — как часть Сербии и Черногории
- с 2010 по 2022 — не прошла квалификацию

### Чемпионат Европы
- с 1960 по 1992 — как часть СФРЮ
- 1996 и 2000 — как часть СРЮ
- 2004 — как часть Сербии и Черногории
- 2008 — не принимала участия, так как была образована в феврале 2007; Сербия получила место Сербии и Черногории в квалификации
- 2012 — не прошла квалификацию
- 2016 — не прошла квалификацию
- 2020 — не прошла квалификацию
- 2024 — не прошла квалификацию

## Все соперники сборной Черногории
| Против               | Побед | Ничьих | Поражений | Голы    | Всего матчей |
| -------------------- | ----- | ------ | --------- | ------- | ------------ |
| Австрия              | 0     | 0      | 2         | 2:4     | 2            |
| Азербайджан          | 1     | 0      | 0         | 2:0     | 1            |
| Албания              | 0     | 0      | 2         | 2:4     | 2            |
| Англия               | 0     | 3      | 3         | 5:19    | 6            |
| Армения              | 1     | 0      | 1         | 6:4     | 2            |
| Беларусь             | 2     | 2      | 0         | 4:1     | 4            |
| Бельгия              | 0     | 1      | 0         | 2:2     | 1            |
| Болгария             | 1     | 4      | 1         | 6:8     | 6            |
| Босния и Герцеговина | 0     | 1      | 0         | 0:0     | 1            |
| Венгрия              | 2     | 1      | 0         | 7:5     | 3            |
| Грузия               | 1     | 1      | 0         | 2:1     | 2            |
| Дания                | 1     | 0      | 2         | 2:3     | 3            |
| Ирландия             | 0     | 2      | 0         | 0:0     | 2            |
| Исландия             | 1     | 0      | 0         | 2:1     | 1            |
| Италия               | 0     | 0      | 2         | 1:4     | 2            |
| Казахстан            | 3     | 0      | 0         | 11:0    | 3            |
| Кипр                 | 1     | 3      | 0         | 5:3     | 4            |
| Колумбия             | 0     | 0      | 1         | 0:1     | 1            |
| Косово               | 0     | 1      | 1         | 1:3     | 2            |
| Латвия               | 1     | 0      | 0         | 2:0     | 1            |
| Литва                | 2     | 0      | 0         | 6:1     | 2            |
| Лихтенштейн          | 1     | 1      | 0         | 2:0     | 2            |
| Люксембург           | 2     | 0      | 0         | 5:1     | 2            |
| Македония            | 1     | 0      | 2         | 4:7     | 3            |
| Молдова              | 3     | 0      | 1         | 7:5     | 4            |
| Норвегия             | 1     | 0      | 1         | 4:3     | 2            |
| Польша               | 0     | 2      | 2         | 6:9     | 4            |
| Россия               | 0     | 0      | 2         | 0:5     | 2            |
| Румыния              | 1     | 2      | 2         | 2:6     | 5            |
| Сан-Марино           | 2     | 0      | 0         | 9:0     | 2            |
| Северная Ирландия    | 1     | 0      | 0         | 2:0     | 1            |
| Сербия               | 0     | 0      | 2         | 1:4     | 2            |
| Словакия             | 0     | 0      | 1         | 0:2     | 1            |
| Словения             | 0     | 1      | 1         | 1:3     | 2            |
| Узбекистан           | 1     | 0      | 0         | 1:0     | 1            |
| Украина              | 1     | 0      | 1         | 1:4     | 2            |
| Уэльс                | 2     | 0      | 1         | 4:3     | 3            |
| Чехия                | 0     | 0      | 4         | 0:9     | 4            |
| Швейцария            | 1     | 0      | 1         | 1:2     | 2            |
| Швеция               | 0     | 1      | 2         | 3:6     | 3            |
| Эстония              | 1     | 0      | 0         | 1:0     | 1            |
| Япония               | 0     | 0      | 1         | 0:2     | 1            |
| 46 стран (106 игр)   | 36    | 28     | 42        | 127:142 |              |

## Фанатская поддержка
Сборная Черногории обладает достаточно мощной фанатской поддержкой в лице группы ультрас Ultra Crna Gora, которые поддерживают команду во всех матчах, занимая на стадионе «Под Горицом» северные и южные трибуны. Не меньшую поддержку оказывает фанатское объединение Varvari футбольного клуба «Будучност». Также у сборной есть свой гимн — песня «Hrabri sokoli» группы Perper.

## Экипировка

### Домашняя
| 2006—2007 | 2008 (Adidas) | 2008 (daCapo) | 2009 (Legea) | 2010—2011 | 2011—2012 | 2012—2014 | 2014—2015 | 2016—2017 | 2018—2019 | 2021—2022 |
| 2022—н.в. |               |               |              |           |           |           |           |           |           |           |

### Гостевая
| 2006—2007 | 2008 (Adidas) | 2008 (daCapo) | 2009 (Legea) | 2010—2011 | 2011—2012 | 2012—2014 | 2014—2015 | 2016—2017 | 2018—2019 | 2021—2022 |
| 2022—н.в. |               |               |              |           |           |           |           |           |           |           |

### Вратарская
| Основная | Резервная |

Источники:,